# 上野警察署
上野警察署（うえのけいさつしょ）は、警視庁が管轄する警察署の一つである。第六方面本部所属。大規模警察署であり、署長は警視正。台東区の西南部を管轄している。署員数は約310名、識別章所属表示はSA。

## 所在地
- 東京都台東区東上野四丁目2番4号
  - 最寄駅：東日本旅客鉄道・京成電鉄・東京地下鉄 上野駅・京成上野駅

## 管轄区域
台東区の内
- 東上野一丁目から五丁目（東上野六丁目は蔵前警察署の管轄）
- 台東一丁目から四丁目
- 秋葉原
- 上野一丁目から六丁目、七丁目（13番及び15番の一部を除く。）（上野七丁目の一部は下谷警察署の管轄）
- 上野公園
- 池之端一丁目（3番を除く）、二丁目、三丁目（4番の一部及び5番を除く）（池之端一丁目3番は本富士警察署の管轄。池之端三丁目4番の一部及び5番と四丁目は下谷警察署の管轄）
- 上野桜木一丁目の一部（14番の一部及び16番）（それ以外の上野桜木は下谷警察署の管轄）

## 沿革
- 1875年（明治8年）12月2日 - 第五方面第二警察署開設。
- 1910年（明治43年）12月 - 上野警察署に改称。
- 2021年（令和3年）3月19日 - 上野駅交番を移転し上野駅前交番に改称。

## 組織
- 警務課
- 会計課
- 交通課
- 警備課
- 地域課
- 刑事課
- 生活安全課
- 組織犯罪対策課

## 交番
括弧内は所在地。
- 池之端交番（台東区上野公園2番43号）
- 稲荷町交番（台東区東上野五丁目1番2号）
- 上野駅前交番（台東区上野七丁目1番地先）
- 御徒町交番（台東区台東四丁目8番3号）
- 黒門交番（台東区上野一丁目19番13号）
- 公園前交番（台東区上野公園1番65号）
- 台東交番（台東区台東一丁目30番8号）
- 動物園前交番（台東区上野公園8番4号）

駐在所、地域安全センターはない。

## 主な事件
- 上野公園ボート池男性殺人事件 - 未解決[1]
- 東上野二丁目マンション内殺人事件 - 未解決。被疑者は現在も逃亡中で、全国に指名手配されている[2]。